# Valdet Rama
Valdet Rama (ur. 20 listopada 1987 w Kosowskiej Mitrowicy) – niemiecki piłkarz pochodzenia kosowsko-albańskiego występujący na pozycji pomocnika. Zawodnik SV Meppen.

## Kariera
Rama urodził się w Jugosławii, ale w wieku 9 lat emigrował wraz z rodziną do Niemiec. Tam rozpoczynał karierę jako junior w klubie SSV Hagen. Potem był graczem zespołów Hasper SV, SF Oestrich Iserlohn oraz Rot-Weiss Essen. W 2005 roku trafił do rezerw zespołu VfL Wolfsburg. Spędził w nich 3 lata, a w pierwszej drużynie Wolfsburga nie zagrał nigdy.
W 2008 roku Rama przeszedł do ekipy FC Ingolstadt 04 z 2. Bundesligi. Zadebiutował tam 17 sierpnia 2008 roku w wygranym 3:2 ligowym meczu ze SpVgg Greuther Fürth (3:2), w którym strzelił także gola. W sezonie 2008/2009 zagrał tam w 32 ligowych meczach i zdobył 2 bramki. Po spadku Ingolstadt do 3. Ligi, Rama opuścił zespół.
Latem 2009 roku trafił do Hannoveru 96, grającego w Bundeslidze. Zadebiutował w niej 15 sierpnia 2009 roku w zremisowanym 1:1 pojedynku z 1. FSV Mainz 05.